# Монилярия
Монилярия (лат. Monilaria) — род суккулентных растений семейства Аизовые (Aizoaceae), подсемейства Ruschioideae, естественно произрастающий на территории Капской провинции Южно-Африканской Республики.

## Название
Латинское (научное) родовое название Monilaria происходит от лат. monile, — «жемчужный воротник», в связи с регулярными перетяжками, создающими внешний вид, напоминающий нить жемчужного ожерелья.
Народные названия включают в себя «жемчужное ожерелье» и «заячьи ушки».

## Ботаническое описание
Представители рода — свободно ветвящиеся, компактные кустарники, достигающие высоты до 20 см. Растения могут иметь как короткую так и длинную пары листьев, а их ветви сужены в узлах, образуя короткие, часто бусиновидные или пуговчатые сегменты, покрытые остатками старых пар листьев. Листья супротивные, блестящие и мягкие. Первая пара листьев либо мелкая, либо рудиментарная, образует мясистое, почти полностью замкнутое влагалище, из которого выходит вторая пара листьев. Вторая пара состоит из двух длинных цилиндрических листьев, которые немного уплощены сверху и сросшиеся только у основания. При сморщивании этих длинных листьев с течением времени образуется стойкая оболочка, которая покрывает бусиновидные сегменты стебля и защищает следующую пару листьев.

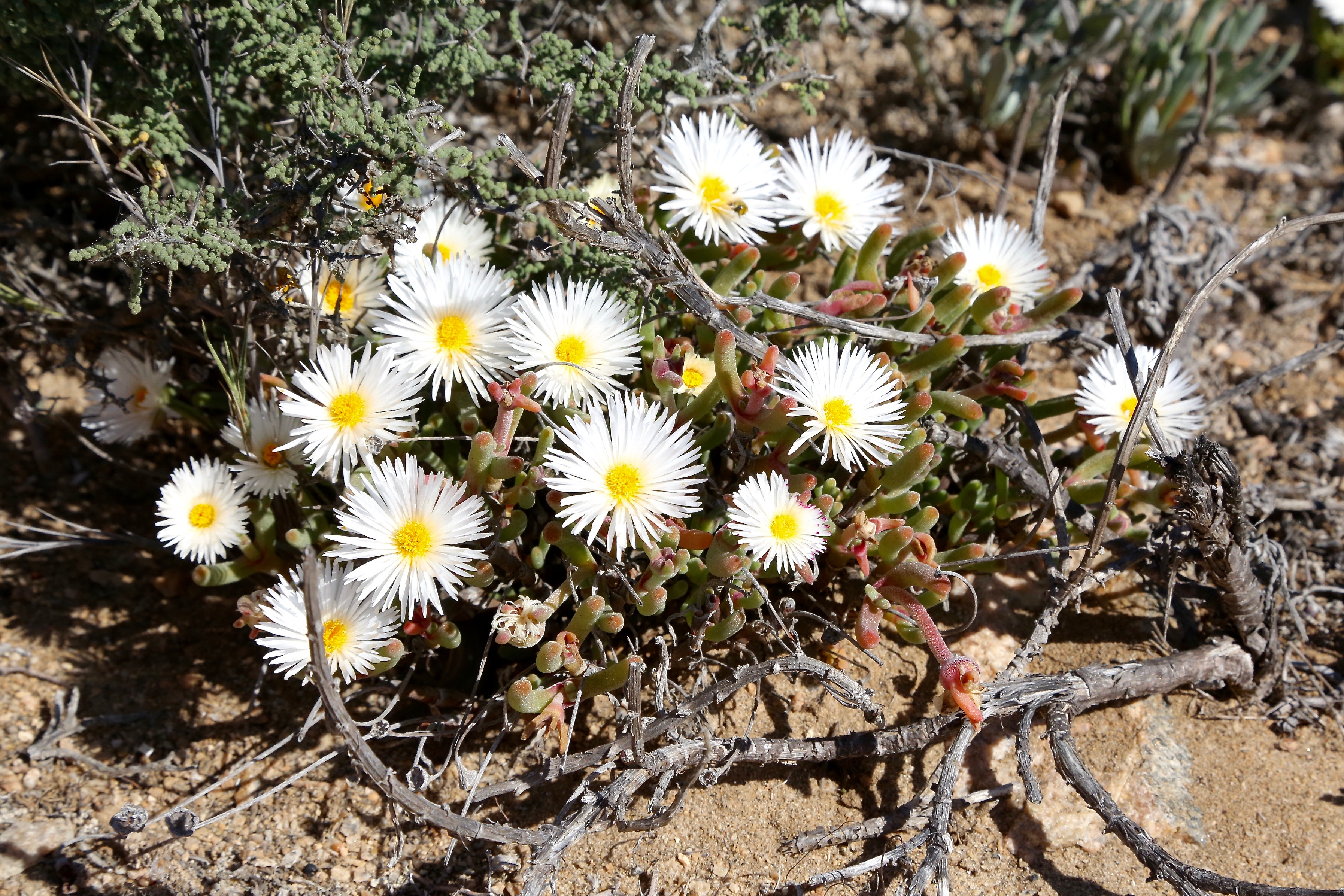
Цветки Monilaria moniliformis

Цветки располагаются на верхушке стебля, они одиночные и имеют удлиненную цветоножку. Диаметр цветков составляет примерно 4 см. Они раскрываются в полдень и закрываются ближе к вечеру, при этом обладают сильным ароматом. Чашелистиков у цветка пять и они неравные. Лепестки находятся в 3-4 рядах и могут быть белыми, желтыми или бледно-фиолетово-красными. Тычинки могут иметь волоски или быть без них. У цветка также присутствует нектарник с зубчатым кольцом. Завязь у растения мелкая, а рыльце – толстое, от яйцевидной до шиловидной формы.
Плод представляет собой 5(-7)-гнездную коробочку, аналогичную той, что имеется у растений рода Mitrophyllum. Створки плода широко расставлены или загнуты, а кили плода расширяются и широко расходятся. В каждом плоде содержится многочисленное количество острояйцевидных, гладких семян.
Число хромосом — 9.

## Таксономия
Monilaria Schwantes, первое упоминание в Gartenwelt 33: 69 (1929).

### Синонимы
Гетеротипные (основанные на разных номенклатурных типах):
- Schwantesia L.Bolus (1928), nom. illeg.

### Виды
Подтвержденные виды (5) по данным сайта Plants of the World Online на 2023 год:
- Monilaria chrysoleuca (Schltr.) Schwantes
- Monilaria moniliformis (Thunb.) Schwantes
- Monilaria obconica Ihlenf. & S.Jörg.
- Monilaria pisiformis (Haw.) Schwantes
- Monilaria scutata (L.Bolus) Schwantes

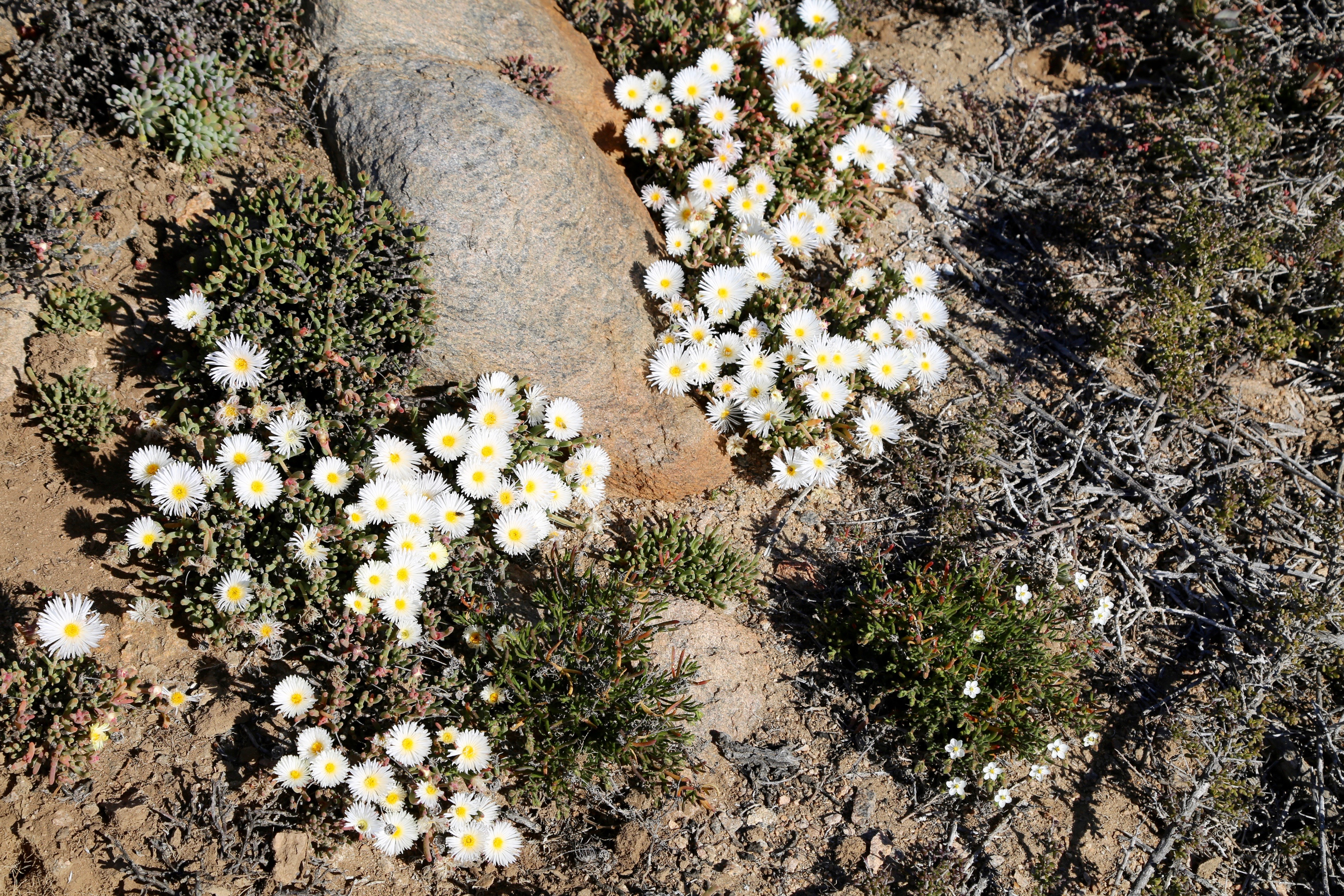
Monilaria moniliformis
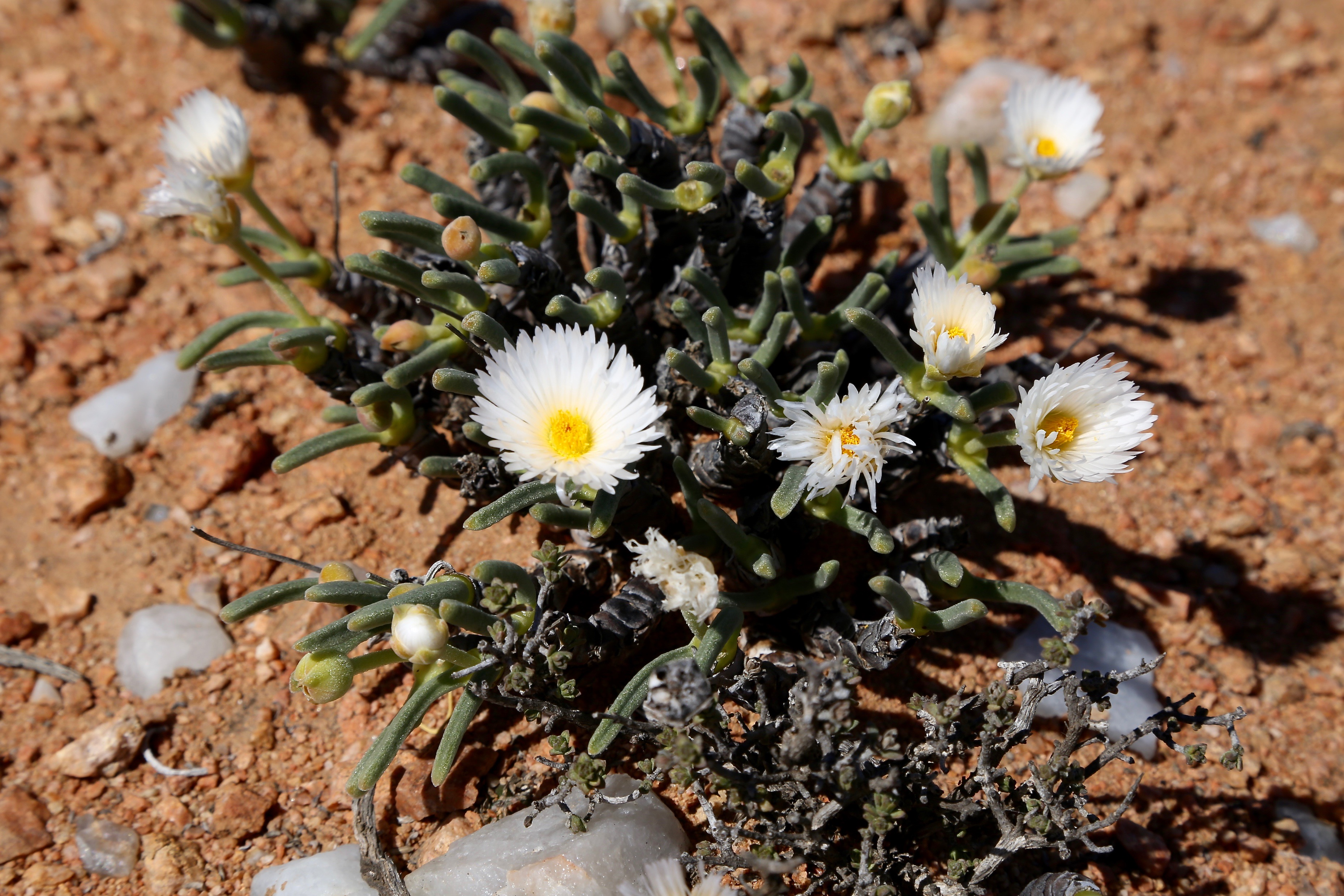
Monilaria scutata subsp. obovata

## Примечание
1. 1 2 3 4  Monilaria Schwantes | Plants of the World Online | Kew Science (англ.). Plants of the World Online. Дата обращения: 22 октября 2022. Архивировано 22 сентября 2022 года.
2. ↑  Urs Eggli, Leonard E. Newton. Etymological dictionary of succulent plant names. — Berlin Heidelberg: Springer, 2004. — 266 с. — ISBN 978-3-540-00489-9.
3. ↑  Монилярия (Monilaria) виды, фото. innvrn.ru. Дата обращения: 20 сентября 2023. Архивировано 27 марта 2023 года.
4. 1 2 3 4  Monilaria | GATEWAY TO AFRICAN PLANTS. gateway.myspecies.info. Дата обращения: 15 мая 2023. Архивировано 24 октября 2022 года.